# Пацификационный сейм (1736)
Пацификационный сейм 1736 года, или Сейм примирения — сейм, начавший свою работу 25 июня и завершивший деятельность 9 июля 1736 года. Целью собрания было покончить с гражданским противостоянием, вспыхнувшим после смерти короля Августа II Сильного в 1733 году. Маршалом сейма стал Вацлав Петр Ржевуский. 
После смерти Августа II дворянство разделилось на два лагеря: одни поддерживали сына Августа II — Август III Саксонца и находились в меньшинстве, вторые поддерживали Станислава Лещинского, воеводу Познани. Эта ситуация привела к началу противостояния между Варшавской и Дзиковской конфедерацией, длившейся три года и закончившейся в 1736 году победой Августа и пацификационным сеймом. Это был единственный сейм, созванный Августом III и закончившийся успешно.
Как итог, Август III обязался уважать права дворянства, а также подтвердил, что строй Речи Посполитой будет сохранен в текущем её виде. Царь также пообещал принять меры по выводу русских войск из Речи Посполитой. Помимо этого, была создана комиссия для подготовки проекта военной и фискальной реформы для очередного парламента.
В 1733 г., во время бескоролевья, с Саксонией был подписан договор, который обеспечил Фридриху Августу II Веттину российскую военную и дипломатическую помощь в борьбе за польский трон. Взамен саксонский курфюрст обещал признать императорский титул правителей России, а также передать курляндский лен Бирону. В 1736 г., исполняя свои обязательства, Август III провел на пацификационном сейме постановление, разрешающее ему передачу курляндского лена, но с условием, что новый князь выплатит царице Анне Иоанновне все долги, записанные на герцогских владениях. После смерти последнего из Кетлеров, Эрнст Бирон 23 июня 1737 г. был избран новым герцогом курляндскими дворянами, которые заседали под внимательной опекой российских войск. Таким образом, судьба Курляндии решилась окончательно.